# Hrabstwo Keweenaw
Hrabstwo Keweenaw (ang. Keweenaw County) – hrabstwo w stanie Michigan w Stanach Zjednoczonych. Obszar całkowity hrabstwa obejmuje powierzchnię 5 965,96 mil² (15 451,83 km²). Według danych z 2010 r. hrabstwo miało 2156 mieszkańców. Hrabstwo powstało w 1861 roku.
Na terenie hrabstwa leży Park Narodowy Isle Royale.

## CDP
- Ahmeek (wieś)
- Copper Harbor
- Eagle Harbor
- Eagle River